# Buse d'Archer
Buteo archeri
Sous-espèce
Statut de conservation UICN

 LC  : Préoccupation mineure
Statut CITES
La Buse d'Archer (Buteo augur archeri) est une espèce de la Buse augure (Buteor augur).
Cet oiseau fréquente les savanes élevées du nord de la Somalie.